# Beurre noisette
La expresión culinaria beurre noisette (en francés: 'mantequilla avellana', también llamada beurre blond (mantequilla rubia) o beurre brun (mantequilla morena), y por ello a veces traducida como  'mantequilla marrón') se refiere al olor y color que adquiere la mantequilla al calentarla para derretirla y clarificarla. El nombre procede del aroma a avellana que se desprende.

## Características
Se derrite mantequilla a fuego lento en una sartén o cacerola. En este proceso, se evapora el agua contenida en la mantequilla y se empiezan a quemar los residuos más sólidos de la grasa en lo que se conoce como reacción de Maillard, de la que se desprende un aroma a avellana característico. Estas partículas sólidas se retiran para clarificar la mantequilla. Cuando la mantequilla empieza a "chillar" y se dora, se recomienda retirarla del fuego inmediatamente para que no se queme y no llegue a adquirir un color más oscuro y se convierta en mantequilla negra.

## Usos
Se emplea tradicionalmente para napar y guisar pescado blanco cocido o hecho a la plancha, para guisar carnes o para sesos, así como en repostería. Se puede acompañar de alcaparras o perejil, al igual que la mantequilla negra. Si se le añade zumo de limón, se llama mantequilla meunière (en francés: beurre meunière).